# Rhabdamia spilota
Rhabdamia spilota är en fiskart som beskrevs av Allen och Kuiter, 1994. Rhabdamia spilota ingår i släktet Rhabdamia och familjen Apogonidae. Inga underarter finns listade i Catalogue of Life.